# カーニバル・ブリーズ
カーニバル・ブリーズ（Carnival Breeze）は、カーニバルクルーズラインが運航しているクルーズ客船。

## 概要
カーニバル・ドリーム（Carnival Dream）級の3番船で、2012年5月31日にイタリアのフィンカンティエリ社モンファルコーネ工場で竣工し、6月3日からのヴェネツィア発地中海クルーズでデビューした。
また、船籍はパナマである。

## 設備
客室数は1,845室で、うち1,145室は海側に面した客室である。
「スリル5Dシアター」という名前の映画館や、寿司バー、ナイトクラブ、などの船内設備を設置予定である。

## 同型船
1番船 カーニバル・ドリーム（Carnival Dream）
2009年竣工
2番船 カーニバル・マジック（Carnival Magic）
2011年竣工